# Eublemma purpurina
Eublemma purpurina (Denis & Schiffermuler, 1775) је врста ноћног лептира из породице Erebidae.

## Распрострањење и станиште
У Европи се може наћи од Шпаније до југа Енглеске, преко Француске и Италије до Балканског полуострва. Има је у Јужној Африци и у Азији од Турске до центра Азије. Има пар налаза из Србије. Насељава суве ливаде, степе, травњаке поред пута. 

## Опис
Има распон крила од 20 до 26 мм. Боја предњих крила је горе бело- жута а доњи део је у нијансама розе боје. Храни се паламидом(Cirsium arvense).

## Биологија
Презимљавају у стадијуму гусенице, у априлу се спремају за улуткавање. Одрасле јединке лете од маја до краја септембра, у две генерације.